# فیض‌الله آخند
ملا فیض‌الله آخند سیاستمدار اهل افغانستان است.